# Hans Rosenberger
Hans Rosenberger (* 17. November 1904 in Deutsch Jahrndorf; † 10. August 1977 ebenda) war ein österreichischer Landwirt und Politiker (SPÖ). Er war von 1960 bis 1968 Abgeordneter zum Burgenländischen Landtag.

## Leben
Hans Rosenberger wurde als Sohn des Kleinhäuslers Matthias Rosenberger aus Deutsch-Jahrndorf geboren und wuchs mit seinem Bruder Paul Rosenberger auf. Er besuchte sechs Klassen der Volksschule und war in der Folge als Landwirt in Deutsch-Jahrndorf tätig.
Rosenberger war verheiratet.

## Politik
1922 trat er der Sozialdemokratischen Partei bei und wirkte von 1924 bis zum Verbot der Partei 1934 als Obmann der Sozialistischen Arbeiter-Jugend in Deutsch Jahrndorf und im Bezirk Neusiedl am See. Im Zuge des Österreichischen Bürgerkriegs wurde Rosenberger in politische Haft genommen, jedoch im Zuge eines Hochverratsprozesses freigesprochen. In der Folge betätigte sich Rosenberger als Funktionär der illegalen Revolutionären Sozialisten Österreichs. Nach dem Ende des Zweiten Weltkrieges wurde er 1945 Gemeinderat in Deutsch Jahrndorf und übernahm von 1947 bis 1972 das Amt des Bürgermeisters. Zudem vertrat er die SPÖ vom 5. Mai 1960 bis zum 12. März 1968 im Burgenländischen Landtag.